# مارکو ایوزیچ
مارکو ایوزیچ (سیریلیک صربی: Марко Ивезић؛ زادهٔ ۲ دسامبر ۲۰۰۱) بازیکن فوتبال است.
وی همچنین در تیم‌های ملی فوتبال زیر ۲۱ سال صربستان و صربستان بازی کرده‌است.